# کلونا (ایلینوی)
کلونا، ایلینوی (به انگلیسی: Colona, Illinois) یک شهر در ایالات متحده آمریکا با جمعیت ۵٬۰۹۹ نفر است که در ایلی‌نوی واقع شده‌است.

## موقعیت جغرافیایی
موقعیت جغرافیایی شهرها و مناطق اطراف به شرح زیر است: